# Эллингтон, Натан
Натан Леви Фонтейн Эллингтон (англ. Nathan Levi Fontaine Ellington; род. 2 июля 1981, Брадфорд, Англия) — английский футболист, нападающий.

## Клубная карьера
Воспитанник клубов низших дивизионов в 1999 году перешёл в «Бристоль Роверс», сумма отступных составила за 150 тысяч фунтов стерлингов, где за три года забил 35 мячей. В 2002 за 1 2000 000 фунтов перешёл в «Уиган Атлетик», за который в чемпионате забил 59 мячей за 134 матча. Следом перебрался в «Вест Бромвич», сумма перехода составила 3 миллиона фунтов. В 2007 году вновь за рекордные 3,25 миллионов фунтов перешёл в «Уотфорд», тогда карьера Натана достигла пика, но «шершней» он, не впечатлил, большей частью четырёхлетнего контракта разъезжал по арендам, среди которых английские клубы «Дерби Каунти» и «Престон Норт Энд», а также греческий «Ксанти». В июне 2011, наконец, Эллингтон на правах бесплатного трансфера подписал с «Ипсвич Таун» двухлетний контракт. Небольшой, но постепенный спад привёл к тому, что в 17 матчах за новый клуб форвард отдал лишь две голевые передачи, ни разу самостоятельно не поразив ворота соперника, перебравшись после сезона на правах аренды в «Сканторп Юнайтед». С 2013 года выступает в клубе «Кру Александра»

## Личная жизнь
В 2005 году Натан Эллингтон женился на боснийке, Альме из Тузлы, незадолго до свадьбы он принял ислам, который она исповедовала. В январе 2011 года создал Ассоциацию мусульманских футболистов (AMF), целью которой является помощь футболистам-профессионалам в профессиональной и социальной повседневной жизни.